# Liste der Biografien/Mu
Liste der Biografien |
Portal Biografien |
Personensuche
# |
A |
B |
C |
D |
E |
F |
G |
H |
I |
J |
K |
L |
M |
N |
O |
P |
Q |
R |
S |
T |
U |
V |
W |
X |
Y |
Z |
?
 
Ma |
Mb |
Mc |
Md |
Me |
Mf |
Mg |
Mh |
Mi |
Mj |
Mk |
Ml |
Mm |
Mn |
Mo |
Mp |
Mq |
Mr |
Ms |
Mt |
Mu |
Mv |
Mw |
Mx |
My |
Mz
 
Mua |
Mub |
Muc |
Mud |
Mue |
Muf |
Mug |
Muh |
Mui |
Muj |
Muk |
Mul |
Mum |
Mun |
Muo |
Mup |
Muq |
Mur |
Mus |
Mut |
Muu |
Muv |
Muw |
Mux |
Muy |
Muz
Die Liste der Biografien führt alle Personen auf, die in der deutschsprachigen Wikipedia einen Artikel haben. Dieses ist eine Teilliste mit 11 Einträgen von Personen, deren Namen mit den Buchstaben „Mu“ beginnt.

## Mu
- Mu († 918 v. Chr.), chinesischer König
- Mu (580–641), König des Königreichs Baekje
- Mu Shuangshuang (* 1984), chinesische Gewichtheberin
- Mu Sochua (* 1954), kambodschanische Politikerin
- Mu, Athing (* 2002), US-amerikanische LeichtathletinAthing Mu (* 2002)

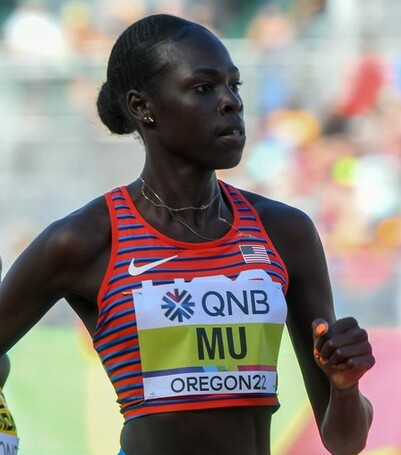
Athing Mu (* 2002)

- Mü, Betty (* 1973), deutsche Video-, Installations- und Projektionskünstlerin
- Mu, Shouqi (1874–1947), chinesischer Politiker und Gelehrter
- Mu, Tao (* 2000), chinesischer Tennisspieler
- Mu, Zhongsheng (* 1991), chinesischer Eisschnellläufer
- Mu, Zi (* 1989), chinesische Tischtennisspielerin
- Mu-an (1611–1684), chinesischer Mönch, einer der drei chinesischen Gründungsväter der japanischen Ōbaku-shū und Kalligraph